# Арлингтон (Јужна Дакота)
Арлингтон (енгл. Arlington) град је у америчкој савезној држави Јужна Дакота.

## Демографија
По попису из 2010. године број становника је 915, што је 77 (-7,8%) становника мање него 2000. године.
| Група             | 2000.       | 2010.       |
| Белци             | 977 (98,5%) | 869 (95,0%) |
| Афроамериканци    | 0 (0,0%)    | 6 (0,7%)    |
| Азијати           | 7 (0,7%)    | 1 (0,1%)    |
| Хиспаноамериканци | 0 (0,0%)    | 23 (2,5%)   |
| Укупно            | 992         | 915         |